# Uredendo pallidus
Uredendo pallidus är en svampart som först beskrevs av Dietel & Holw., och fick sitt nu gällande namn av Buriticá & J.F. Hennen 1994. Uredendo pallidus ingår i släktet Uredendo och familjen Phakopsoraceae.   Inga underarter finns listade i Catalogue of Life.